# Кубелят
Кубелят (араб. تقبلاط) — місто в Тунісі. Входить до складу вілаєту Беджа. Станом на 2004 рік тут проживало 3 741 особа.